# Двое в степи
«Двое в степи» — военный фильм, экранизация одноимённой повести Эммануила Казакевича, которую он написал, опираясь на сюжет рассказа С. Е. Голованивского «Двое во мгле». Производство киностудии «Мосфильм», премьера состоялась 28 апреля 1963 года.

## Сюжет
Лето 1942 года. В донских степях идут тяжёлые затяжные бои с немцами. Молодого лейтенанта Огаркова (Валерий Бабятинский) посылают в дивизию с приказом о передислокации. Герой всю ночь плутает в степи — и не выполняет приказ, из-за чего дивизия попадает в окружение. Огаркову выносится приговор — расстрел. Но до утверждения указа есть время. Обстановка меняется. И вот бредут по степи старый конвоир Джурабаев и молодой осуждённый, на равных участвуя в случайных боях. Между ними возникает молчаливая дружба. Но один ведет другого на расстрел, и это его долг.

## В ролях
- Валерий Бабятинский — Сергей Огарков
- Асу Нурекен — Джурабаев
- Светлана Коновалова — следователь Варвара Петровна
- Евгения Пресникова — Мария
- Лев Дуров — Синяев
- Анатолий Вербицкий — лейтенант
- Иван Кузнецов — Габидуллин
- Дмитрий Масанов — полковник Воскресенский
- Виктор Новосельский — майор из оперативного отдела
- Инга Шантырь — эпизод
- Андрей Петров — баптист
- Иван Рябинин — подполковник
- Геннадий Сайфулин — Тюлькин
- Константин Худяков — лейтенант
- Дмитрий Числов — разводящий
- Георгий Шаповалов — дезертир
- Николай Гладков — генерал
- Владимир Дёмин — Челноков
- Александра Денисова — бабка
- Николай Бармин — комбат
- Вера Баталова — секретарь трибунала
- Анатолий Никитин — пожилой солдат

## Съёмочная группа
- Режиссёр: Анатолий Эфрос
- Сценарист: Эммануил Казакевич
- Оператор: Пётр Емельянов
- Композитор: Джон Тер-Татевосян
- Художник: Николай Маркин

## Вторая экранизация
51 год спустя после первой экранизации, режиссёром Сергеем Поповым на основе прежнего сюжета был снят фильм под названием «Дорога на Берлин». Премьера состоялась 7 мая 2015 года.